# شهروندان سوری در خارج
شهروندان سوری در خارج به مهاجرین سوری در طول قرن ۱۹ و پس از آن اطلاق می‌شود که به انتخاب خود یا به اجبار وطن خود سوریه را ترک کردند و در حال حاضر در دیگر کشورها به عنوان مهاجر یا به عنوان پناهندگان جنگ داخلی سوریه زندگی می‌کنند.

## تاریخچه

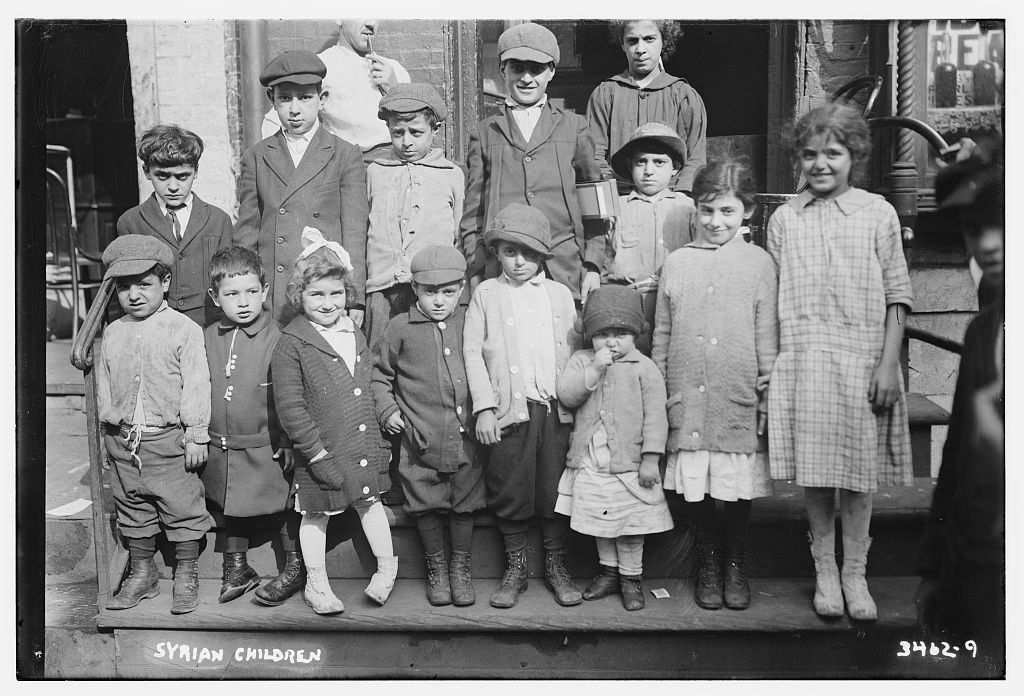
کودکان مهاجران سوری در خیابان واشینگتن در منهتن [نیویورک- آمریکا] در سال ۱۹۱۶

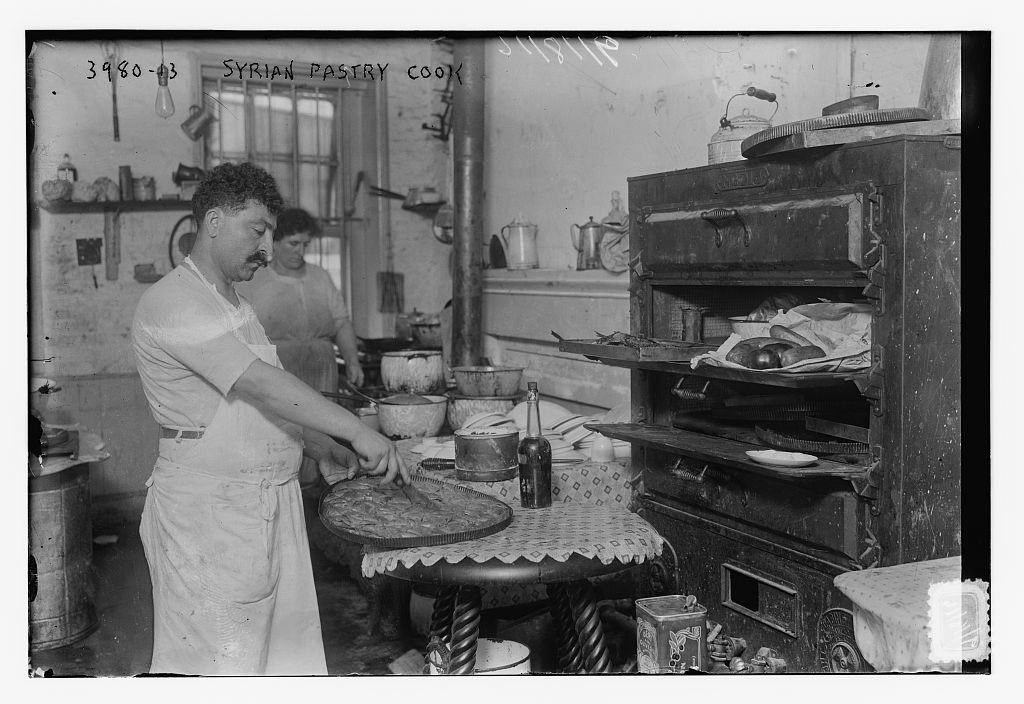
تولیدکننده باقلاوا در ”لیتل سوریه ” در سال ۱۹۱۶

مهاجرت شهروندان سوری به بسیاری از مناطق دنیا بعد از مواجه شدن سوریه با بحران‌های اقتصادی در حکومت عثمانی‌ها از سال ۱۸۲۰ شروع شد، کشورهایی که شامل این مهاجرت بودند از اساس شامل مصر، آمریکا، آمریکای جنوبی بودند، بعد از جنگ جهانی اول تعدادی از سوری‌ها به آلمان و ایالات متحده آمریکا مهاجرت کردند، در جریان استعمار فرانسه بر سوریه تعدادی از سوری‌ها به فرانسه برای تحصیلات مهاجرت کردند و در همان‌جا باقی ماندند و بعد از جنگ جهانی دوم تعداد زیادی به کشورهای آمریکای جنوبی و اروپا مهاجرت کردند، همچنین بعد از دوران صادرات نفت و وضعیت خوب زندگی، تعدادی به کشورهای عربی خلیج مهاجرت نمودند این موضوع به سال‌های ۱۹۷۰ بر می‌گردد کما اینکه در همان سال‌ها تعدادی به کشورهای استرالیا و چین و اندونزی مهاجرت کردند.

## جمعیت سوری‌ها در خارج در قرن ۱۹
تعداد سوری‌هایی که اصلیتشان نیز از سوریه بود در کشورهای عربی بجز سوریه و لبنان نزدیک به ۲٫۷۵۰٫۰۰۰ بود و همین عدد در مورد سوری‌هایی که در کشورهای اروپایی مقیم شدند به ۵٫۰۰۰٫۰۰۰ نفر می‌رسید، اما این عدد در آمریکا و کانادا به دو قسمت تقسیم می‌شد: تعدادی که در جامعه این دو کشور حل شدند و ازدواج کردند و هویت سوری بودن خود را از دست دادند عدد آن‌ها به ۸٫۰۰۰٫۰۰۰ می‌رسد، کما اینکه تعدادی هستند که هنوز در این کشورها هستند ولی هویت سوری خود را حفظ کردند و اصلیت سوری خود را حفظ کردند و عدد آن‌ها به ۴٫۰۰۰٫۰۰۰ می‌رسد
تعداد سوری‌هایی که در آمریکای جنوبی مستقر شدند و هویت خود را در این کشورها از دست داده و با جامعه آنجا یکی شدند و ازدواج کردند به ۱۲٫۰۰۰٫۰۰۰ می‌رسد و در این میان کسانی که هویت و اصلیت خود را حفظ کرده‌اند به ۱۱٫۰۰۰٫۰۰۰ می‌رسد، علت این اختلاف به مهاجرتهای بعد از سال ۱۸۲۰ بر می‌گردد، به همین دلیل سوریهایی که در مورد حفظ هویت خود سختگیر نبودند مناصب بالایی را نیز اشغال کردند از جمله رئیس‌جمهور سابق آرژانتین کارلوس منم اصلاً یک فرد سوری بود (جد و پدر و مادر او سوری و مسلمان بودند) سوریهای مقیم در کشورهای آمریکای جنوبی عموماً از گروه‌های تجار و افراد بلند مرتبه شغلی بودند
بیشترین تعداد سورهایی که پناهنده شدند در برزیل می‌باشند و عدد این مهاجرین به ۷٫۰۰۰٫۰۰۰ می‌رسد و ساکنین قبلی دو شهر حمص و لاذقیه بودند و تحت عنوان پناهنده در آرژانتین و آمریکا پذیرفته شدند.

## رانده شده‌های بعد از بحران سوریه در ۲۰۱۱

### پناهندگان مربوط به بحران سوریه
پناهندگان بحران سوریه یا پناهندگان سوری: شهروندان سوری با بالا گرفتن بحران در سوریه از کشور خود فرار کردند، در مه سال ۲۰۱۳ عدد ثبت شده در مورد پناهندگان سوری به ۱٫۲۰۰٫۰۰۰ در کشورهای همجوار سوریه به‌طور خاص در اردن، لبنان وترکیه رسید و علاوه بر آن ده‌ها هزار نفر نیز پناهندگانی بودند که عدد آن‌ها ثبت نشده‌است، و حدوداً ۲۲۷٫۰۰۰ نفر نیز بودند که در انتظار ثبت اسامی خود بودند.

### پناهندگان سوری در ترکیه
برای اولین بار دولت ترکیه قوانین جدید پناهندگی برای تعریف حقوق قانونی پناهندگان سوریه در کشور خود وضع کرد، براساس قانون مصوب نوامبر در شورای وزیران ترکیه پناهندگان دارای کارت هویت جدید شدند و براساس قانون تصویب شده در اکتبر این پناهندگان از خدمات درمانی و آموزشی برخوردار شدند و با قانون پناهندگی به شماره ۲۲، دولت ترکیه اقدام به بنا کردن اردوگاه‌های پناهندگی کرد که به پناهندگان سوری خوش آمد می‌گفت کرد و به این ترتیب دولت ترکیه بیشترین عدد پناهندگان سوری را در خود پذیرفت، در حال حاضر تعداد پناهندگان سوری مورد استقبال قرار گرفته در کشور ترکیه به ۱٫۶۰۰٫۰۰۰ می‌رسد، در این کشور پناهندگان سوری را به لقب مهمان توصیف می‌کنند.

## پناهندگان سوری در خارج در ۲۰۱۵
تعداد مردم سوریه در خارج از سوریه حدود ۱۳ میلیون نفر است که تقریباً نیمی از جمعیت این کشور است. کمیساریای عالی پناهندگان سازمان ملل متحد گزارش می‌دهد که ۴٫۹ میلیون پناهنده جهانی در سال ۲۰۱۵ شهروندان سوری بودند. تحت قانون ملی بودن در حال حاضر، مردم سوریه سوریه حق بازگشت خود به سوریه ندارند.